# Грезли, Найджел
Герберт Найджел Грезли (англ. Herbert Nigel Gresley; 19 июня 1876 года — 5 апреля 1941 года) — один из самых известных британских инженеров-локомотивостроителей, главный механик London and North Eastern Railway (LNER) с 1923 по 1941 годы. Главный конструктор многих известных паровозных серий Великобритании, включая LNER Gresley Classes A1/A3 и LNER Class A4 (тип 2-3-1 «Пасифик»). Созданный им LNER Class A3 4472 Flying Scotsman стал первым паровозом, официально установившим рекорд скорости на пассажирском маршруте свыше 100 миль в час, а LNER Class A4 4468 Mallard до настоящего времени удерживает абсолютный рекорд скорости в 126 миль в час (203 км/ч).

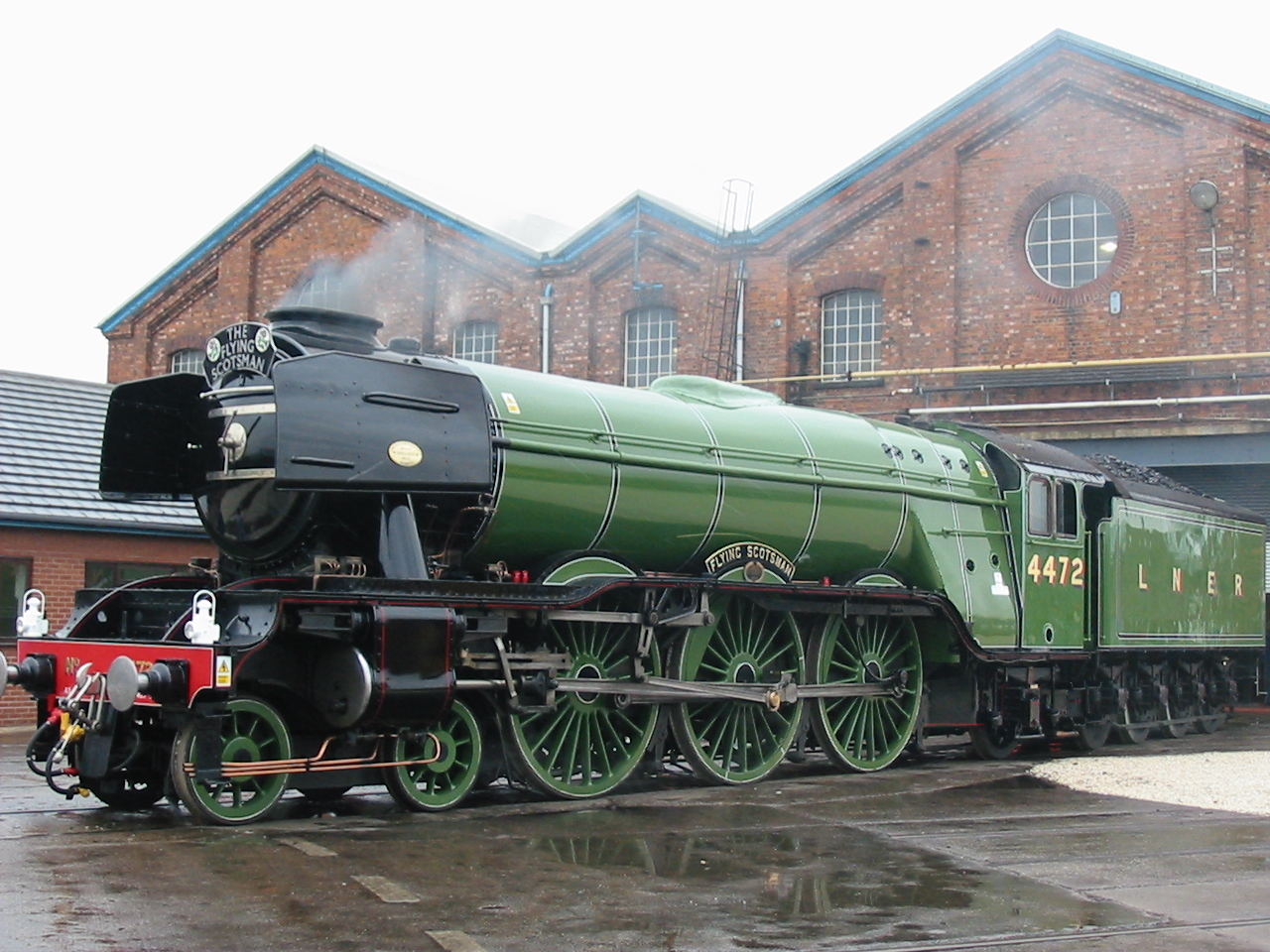
4472 Flying Scotsman

Паровозы Грезли считаются воплощением элегантности как внешнего вида, так и конструкции. Изобретённый им сопряжённый парораспределительный механизм на основе трёх цилиндров и двух парораспределительных механизмов Вальсхарта обеспечивал плавность хода и передачи мощности при меньших затратах, чем это достигалось при использовании трёх цилиндров и трёх механизмов.

## Биография

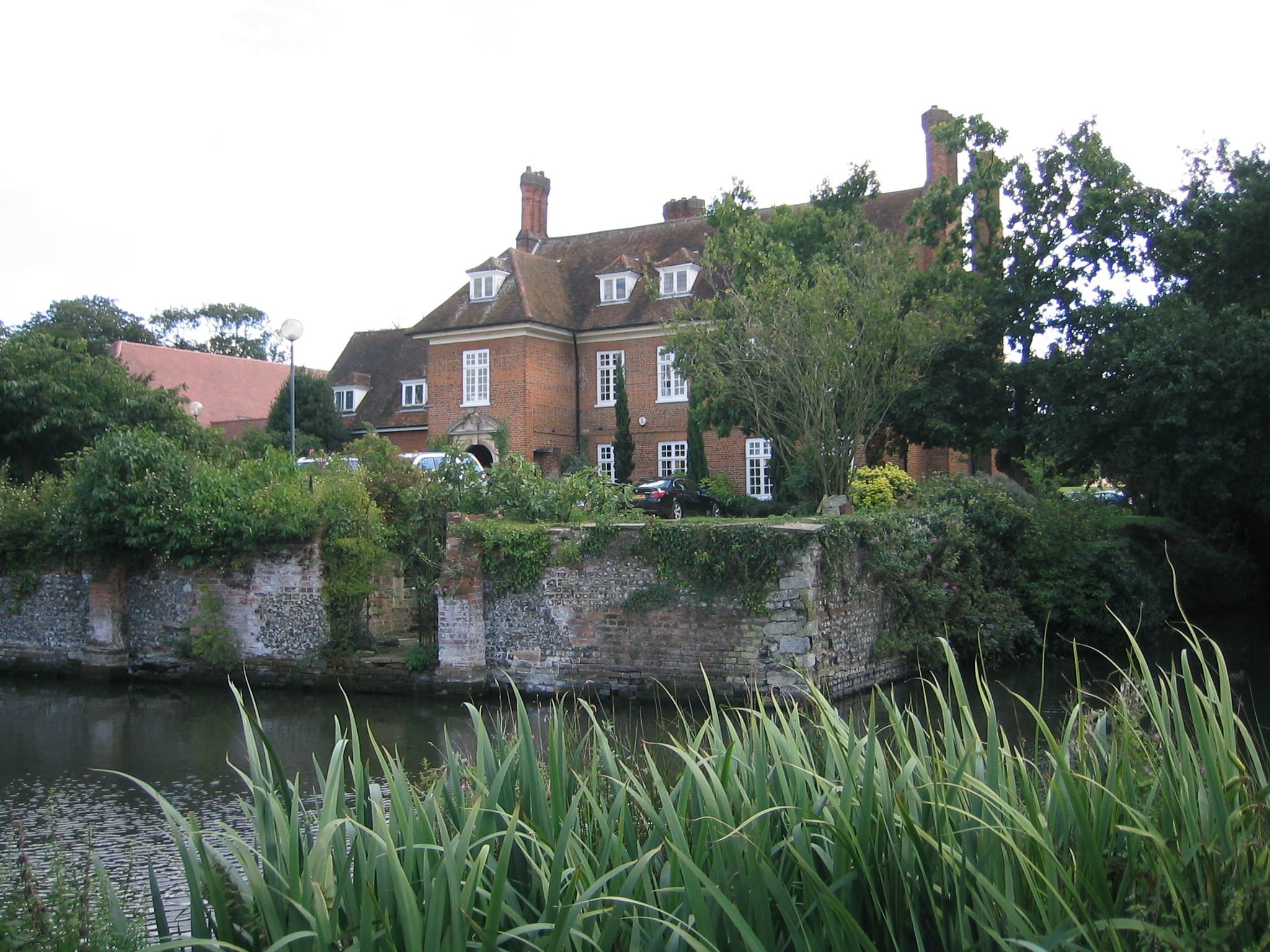
Солсбери-Холл, дом Грезли в 1930-е годы

Грезли родился в Эдинбурге во время визита его матери к гинекологу, но рос в Незерсиле в графстве Дербишир как член младшей ветви старинной дербиширской семьи Грезли. После окончания школы в Суссексе и Мальборо-колледжа, Гризли стажировался на заводе Crewe Works компании London and North Western Railway. Затем он стал учеником Джон Аспиналла на заводе Horwich Works компании Lancashire and Yorkshire Railway (L&YR). После нескольких небольших должностей в 1901 году получил назначение выездного ассистента в отдел вагонов; в 1902 году его перевели на должность помощника начальника производства в депо Ньютон-Хит в Манчестере, и через год он уже сам стал начальником производства.
Стремительный карьерный рост продолжался и далее. В 1904 году Грезли стал помощником суперинтенданта отдела вагонов L&YR, а год спустя перешёл на работу в Great Northern Railway (GNR) с повышением до суперинтенданта отдела вагонов. 1 октября 1911 года он сменил Генри Айватта на должности главного механика GNR. В 1920 году стал кавалером ордена Британской империи. После объединения железнодорожных компаний в 1923 году его назначили главным механиком новообразованной LNER (пост изначально был предложен стареющему Джону Робинсону, но тот отказался и рекомендовал вместо себя молодого Грезли). В 1936 году Грезли получил почётную степень доктора наук от Манчестерского университета и рыцарское звание от короля Эдуарда VIII; в том же году он председательствовал в Institution of Mechanical Engineers.
В 1930-е годы Найджел Грезли жил в имении Солсбери-Холл недалеко от города Сент-Олбанс в графстве Хартфордшир, где в качестве хобби занимался разведением диких птиц и уток. Среди последних была и кряква (англ. mallard) — утка, давшая название самому быстрому паровозу Грезли. Имение сохранилось до настоящего времени и находится в частной собственности. Оно примыкает к Авиационному музею де Хэвилленд, фирмы, создавшей самолёт Mosquito.
В 1936 году Грезли спроектировал электровоз постоянного тока напряжением 1500 В для предлагаемой электрификации Вудхедской линии, соединяющей Манчестер и Шеффилд. Начавшаяся Вторая мировая война заставила отложить реализацию проекта, который был завершён в начале 1950-х годов.
Грезли умер 5 апреля 1941 года после непродолжительной болезни и был похоронен в Церкви святого Петра в Незерсиле (Дербишир).
После него новым главным механиком LNER стал Эдвард Томпсон.

## Мемориалы
Мемориальная доска Грезли была открыта на железнодорожном вокзале Эдинбург-Уэверли в 2001 году. В её создании участвовало Общество Грезли, в оформлении использованы чертежи паровозов Flying Scotsman и Mallard.
После реконструкции территории, ранее принадлежавшей Донкастер-колледжу, площадь перед новым зданием городского совета и Каст-театром была названа в честь Найджела Грезли, создавшего самый известный локомотив, выпущенный заводом Doncaster Plant Works — Mallard. Выбор был сделан по результатам опроса, проведённого газетой Doncaster Free Press. Открытие площади состоялось в рамках празднования 60-летия правления королевы Елизаветы II в мае 2012 года. На праздничной церемонии присутствовали мэр Питер Дэвис и два внука Найджела Грезли.
Паровоз LNER Class A4 4498 Sir Nigel Gresley назван в честь своего конструктора.
5 апреля 2016 года на вокзале Кингс-Кросс был открыт памятник Найджелу Грезли. Церемонию приурочили к 75-летию со дня смерти конструктора. Автор памятника, скульптор Хейзел Ривз, планировала расположить рядом с фигурой Грезли утку в знак его увлечения разведением птиц и как отсылку к названию паровоза, однако два внука Грезли высказали неодобрение идее, и в окончательном виде памятник остался без птицы.

## Достижения
- Сопряжённый парораспределительный механизм Грезли.
- Крупнейший пассажирский паровоз Великобритании — P2 типа 1-4-1.
- Крупнейший паровоз Великобритании — U1 типа 1-4-0+0-4-1 (система Гарратт).
- «Локомотив, который выиграл войну» — V2 типа 1-3-1.
- A3 Flying Scotsman типа 2-3-1.
- Самый быстрый паровоз в мире — A4 Mallard типа 2-3-1 (203 км/ч).
- A4 Silver Link — обладатель мирового рекорд скорости для паровозов (180 км/ч)
- Экспериментальный паровоз высокого давления — W1 Hush-Hush типа 2-3-2
- Поезд «Серебряный юбилей»
- Сочлененные вагоны: первые вагоны были построены из вагонов East Coast Joint Stock в 1907 году, затем было переделано несколько вагонов GNR, с 1911 года началось строительство новых сочлененных вагонов[8]
- Проходной тендер — тендер, позволявший попадать в кабину паровоза из поезда для смены паровозной бригады на ходу

## Локомотивы Грезли

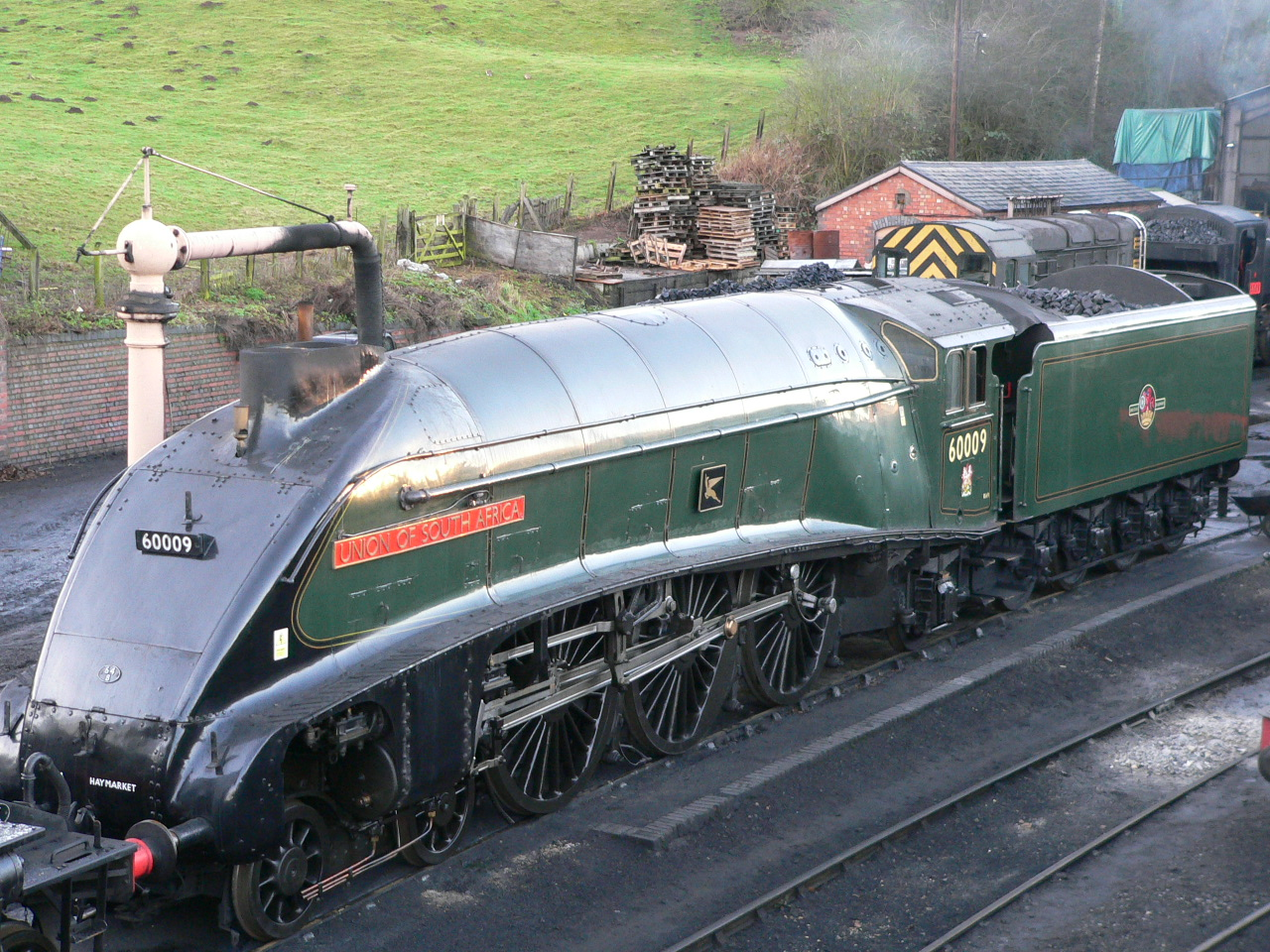
LNER Class A4 4488 Union of South Africa — восстановленный паровоз конструкции Грезли

### GNR
- GNR 536 Class (LNER Class J6) 0-3-0 (1911)
- GNR Class K1 1-3-0 (1912)
- GNR Class J2 0-3-0 (1912)
- GNR Class O3 1-4-0 (1913)
- GNR Class H3 (LNER Class K2) 1-3-0 (1914)
- GNR Class J51 0-3-0T (1915)
- GNR Class H4 (LNER Class K3) 1-3-0 (1920)
- GNR Class N2 0-3-1T (1920)
- GNR Class O2 1-4-0 (1921)
- GNR Class J50 0-3-0T (1922)
- GNR Class A1 2-3-1 (1922)

### LNER
- LNER Class P1 1-4-1 (1925)
- LNER Class U1 1-4-0+0-4-1 (1925)
- LNER Class J38 0-3-0 (1926)
- LNER Class J39 0-3-0 (1926)
- LNER Class A3 2-3-1 (1927)
- LNER Class D49 2-2-0 (1927)
- LNER Class B17 2-3-0 (1928)
- LNER Class V1 1-3-1T (1930)
- LNER Class P2 1-4-1 (1934)
- LNER Class A4 2-3-1 (1935)
- LNER Class V2 1-3-1 (1936)
- LNER Class W1 2-3-2 (1937)
- LNER Class K4 2-3-0 (1937)
- LNER Class V3 1-3-1T (1939)
- LNER Class V4 1-3-1 (1941)
- LNER No. 6701 Bo+Bo (электровоз, 1941)